# 李寿栄
李寿栄（イ・スヨン、이수영、1921年-1972年）は大韓民国の外交官。漢字を日本語読みすると「りじゅえい」のため愛称は「リッジウェイ」であった。

## 経歴
1921年、平安北道鉄山に生まれる。
1943年、早稲田大学英文科卒業。
1946年、梨花女子中学教諭
1947年、ソウル大学校師範学校講師。
1950年、特任陸軍中佐、参謀総長付通訳官。そのため米軍顧問に親友知己が多い。
朝鮮戦争中は板門店高級政治会議予備会談韓国代表主席補。
1953年11月、外務部情報局長。
1954年4月、ジェネーブ会議韓国首席代表補佐官。
1955年2月、外務部邦交局長。
1956年1月、駐フランス公使館一等書記官。ついで参事官、駐イギリス大使館参事官。
1959年、駐国連代表部参事官。
1960年5月、外務部次官。
1961年7月、駐国連代表部大使。
1963年、駐カナダ大使。
1964年5月、公報部長官。
1965年5月、駐フランス大使。
国連第20～24総会韓国代表。